# Telefônica Celular
Telefônica Celular foi uma empresa de telefonia móvel do grupo espanhol Telefónica que atuava na Banda A nos estados do Rio de Janeiro, Espírito Santo, Rio Grande do Sul, Bahia e Sergipe, herdeira das operadoras do sistema Telebras nesses estados. A empresa foi extinta alguns anos depois, após se unir com outras operadoras e formar a Vivo.

## História
Antes da privatização da Telebrás, a Telefónica adquiriu no mês de junho de 1998 a totalidade das ações da CRT, do Rio Grande do Sul que havia sido adquirido em 1996, através de um leilão de privatização no qual onde a Telefónica foi uma das formadoras de um consórcio. A Telefónica continuou com o controle da operadora móvel da CRT até a venda da rede fixa pela Brasil Telecom em 2000 e em 2008, a Brasil Telecom foi vendida pela Oi.
Na privatização do Sistema Telebrás, em 1998, a Telefónica adquiriu o controle da Tele Sudeste Celular (RJ/ES) por R$ 1,168 bilhão e a Tele Leste Celular (BA/SE) por R$ 368 milhões. A Telefónica detinha 92,98% das ações da Tele Sudeste Celular e 38% da Tele Leste Celular, além da Telefónica também era detida pela espanhola Iberdrola (6,98% da Tele Sudeste e 62% da Tele Leste) e pelas japonesas NTT (0,02%) e Itochu (0,02%), que ambos só detinham a Tele Sudeste.
No mesmo ano, NTT e Itochu venderam a participação na Tele Sudeste Celular e em 2001 é a vez da Iberdrola vender sua participação na Tele Sudeste Celular e Tele Leste Celular, mantendo a Telefónica como controlador único.
Em 2003, a Portugal Telecom, numa ação de joint-venture, uniu seus ativos de telefonia móvel com a Telefónica, e juntas criaram a Vivo.
Em 2005, ocorreu uma reestruturação societária que transformou a Telesp Celular Participações em Vivo Participações, que extinguiu e incorporou a Tele Leste, a Tele Sudeste e a CRT, juntamente com a Tele Centro Oeste Celular (adquirida em 2003), companhias sob controle da Telefónica.